# 獨立愚連隊西進
《獨立愚連隊西進》（日语：どくりつぐれんたいにしへ）是1960年10月30日首映的日本戰爭片，為1959電影《獨立愚連隊》的續集作品，再次充分表現戰爭的人性衝突以及將戰爭喜劇化的作品，並且帶有大量西部片的風格。

## 故事大綱
在中國的北方戰場，駐紮在玄武關的大江大尉，因為在一次作戰中丟失軍方所賜與的寶貴軍旗而耿耿於懷，多次派遣軍旗搜索隊而未能成功尋回軍旗。這時的左文字小隊，途中遭遇中共八路軍追擊，一路來到玄武關的大江陣營，左文字小隊因為反對大江的指揮作風，而多次使用計謀欺騙大江，讓大江怒不可遏。而在這時小卒神谷假扮的新田參謀下達命令由左文字小隊去尋找軍旗，因而展開了一場驚險刺激又爆笑的尋旗之旅...

## 演員
- 佐藤允：戸川軍曹
- 加山雄三：左文字少尉
- 久保明：北原少尉
- 江原達怡：小峰衛生兵
- 平田昭彥：大江大尉
- 水野久美：羽島六合子
- 中丸忠雄：金山中尉
- 堺左千夫：神谷一等兵
- 中谷一郎：早川
- 山本廉：關曹長
- 天本英世：游擊隊隊長
- 田島義文：新田參謀
- 桐野洋雄：宮田憲兵
- 岡本喜八：手持軍旗的士兵
- 佐藤勝：梁隊長（フランキー堺的替身）
- 佛朗基堺：梁隊長(中共八路軍)